# Joseph Nicolas Robert-Fleury

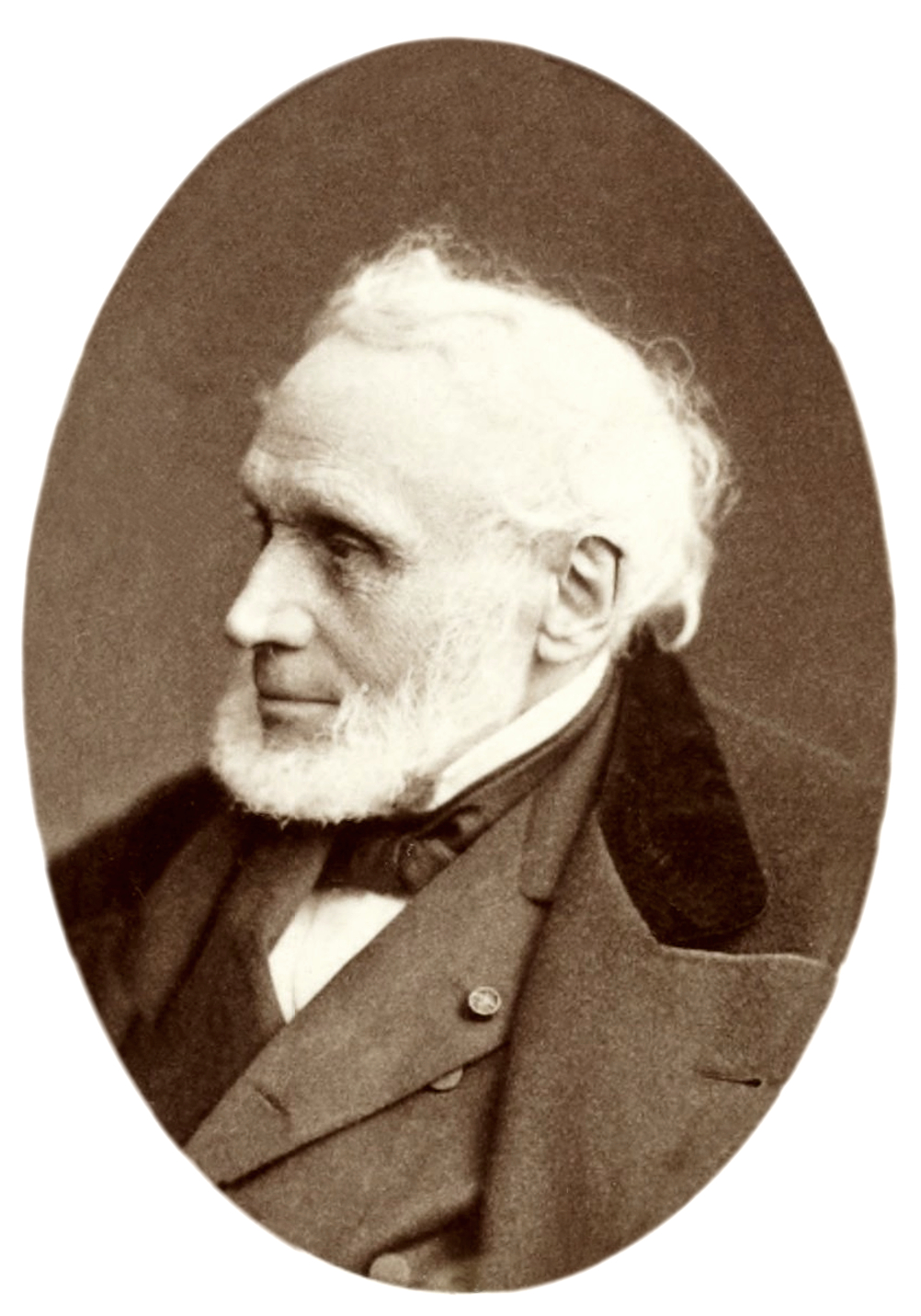
Joseph Nicolas Robert-Fleury
Portrait: René Dagron (1880)

Joseph Nicolas Robert-Fleury (* 8. August 1797 in Köln; † 5. Mai 1890 in Paris) war ein französischer Maler.
Robert-Fleury entstammte einer französischen Künstlerfamilie. Er kam früh nach Paris, wo er Schüler von Horace Vernet und Antoine-Jean Gros wurde. Dann bildete er sich in Italien weiter und ließ sich 1826 in Paris nieder, wo er sich hauptsächlich der romantischen Richtung der Historienmalerei widmete. 1864 wurde er als assoziiertes Mitglied in die Académie royale des Sciences, des Lettres et des Beaux-Arts de Belgique aufgenommen.
Zu seinen Hauptwerken werden gerechnet:
- Szene aus der Bartholomäusnacht (1833)
- Das Religionsgespräch in Poissy 1561 (1840)
- Galileo vor dem Inquisitionstribunal (1847)
- Jane Shore nach ihrer Verurteilung in London vom Pöbel beschimpft (1850)
- Plünderung eines Judenhauses in Venedig im Mittelalter (1855, die letztern drei im Luxembourg-Museum), Karl V. in Yuste (1856)
- Der Einzug des Königs Chlodwig in Tours
- Balduin von Boulogne vor Edessa (beide in Versailles).

Im Hauptsaal des Handelsgerichts in Paris malte er die
- Einsetzung der Richter 1563,
- Verkündigung der Handelsordnung von 1673,
- Napoléon I. empfängt 1807 das Handelsgesetzbuch und
- Napoléons III. Besuch im neuen Handelsgericht.

Robert-Fleury gelangte zu hoher Anerkennung; er wurde Direktor der École des Beaux-Arts in Paris und der Académie de France in Rom. Außerdem wurde er am 24. Januar 1857 in den preußischen Orden Pour le Mérite für Wissenschaft und Künste als ausländisches Mitglied aufgenommen.
Sein Sohn Tony Robert-Fleury war ebenfalls ein bedeutender Maler.

## Galerie

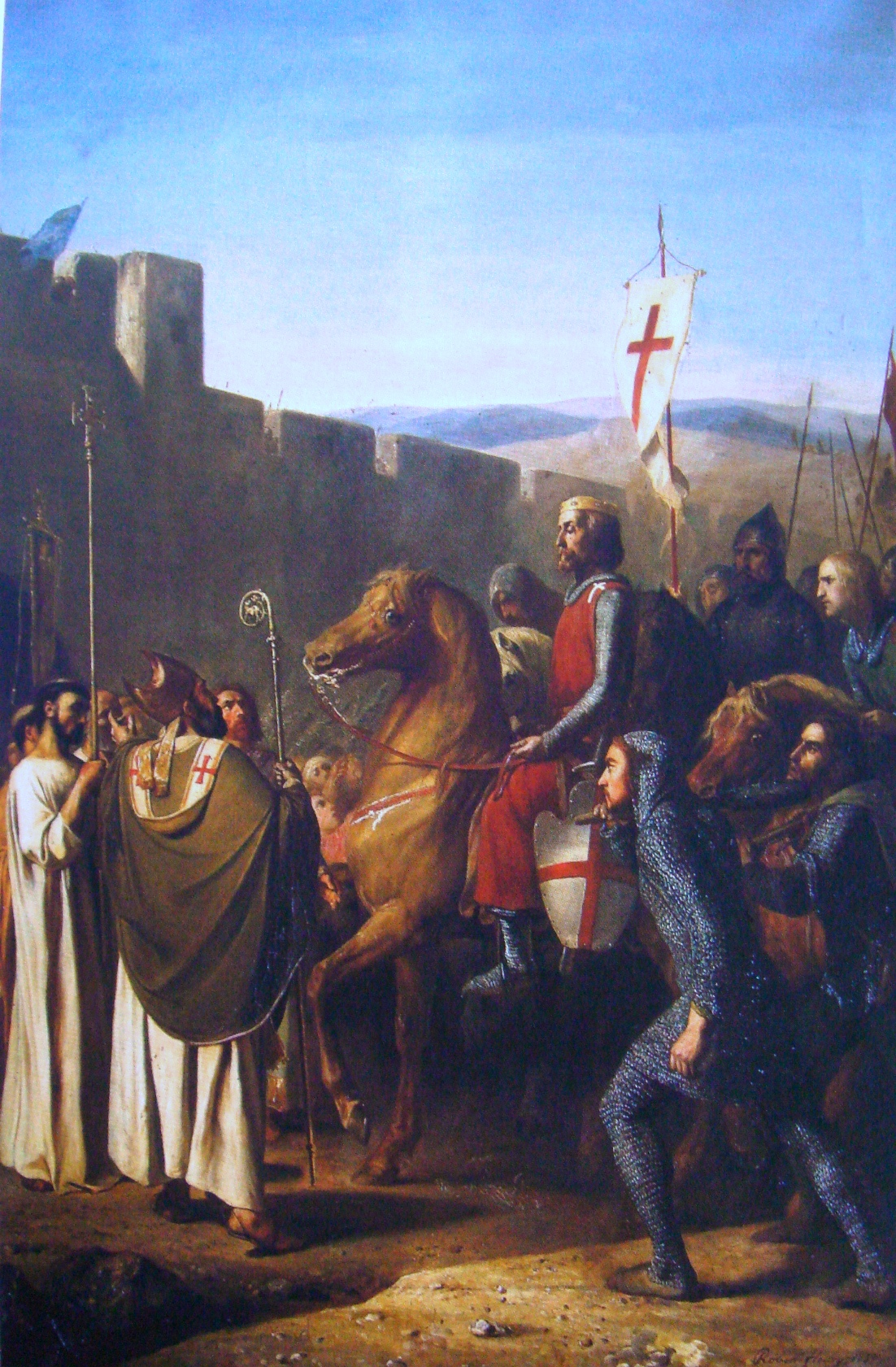
Balduin von Boulogne vor Edessa
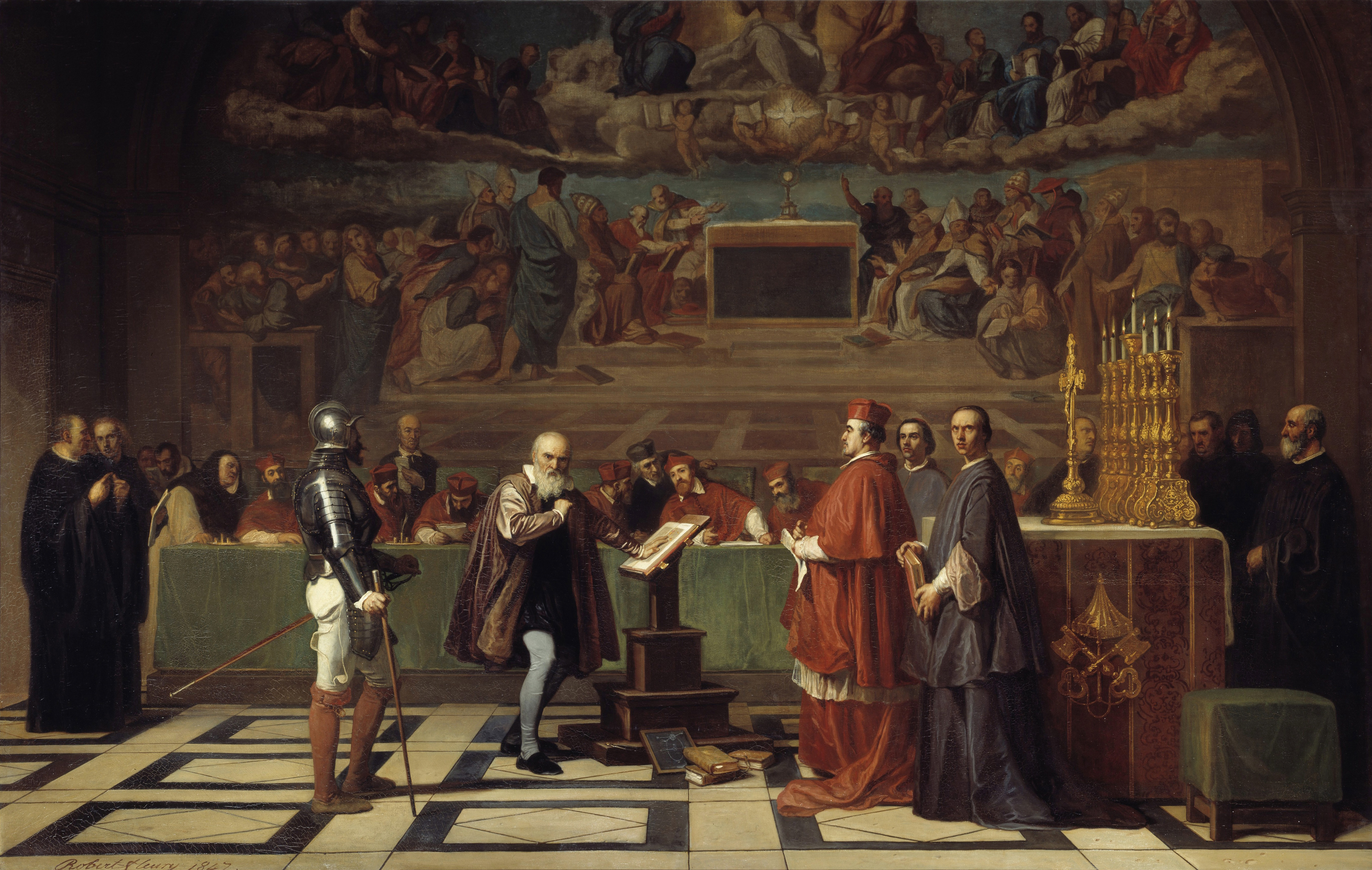
Galileo vor dem Inquisitionstribunal
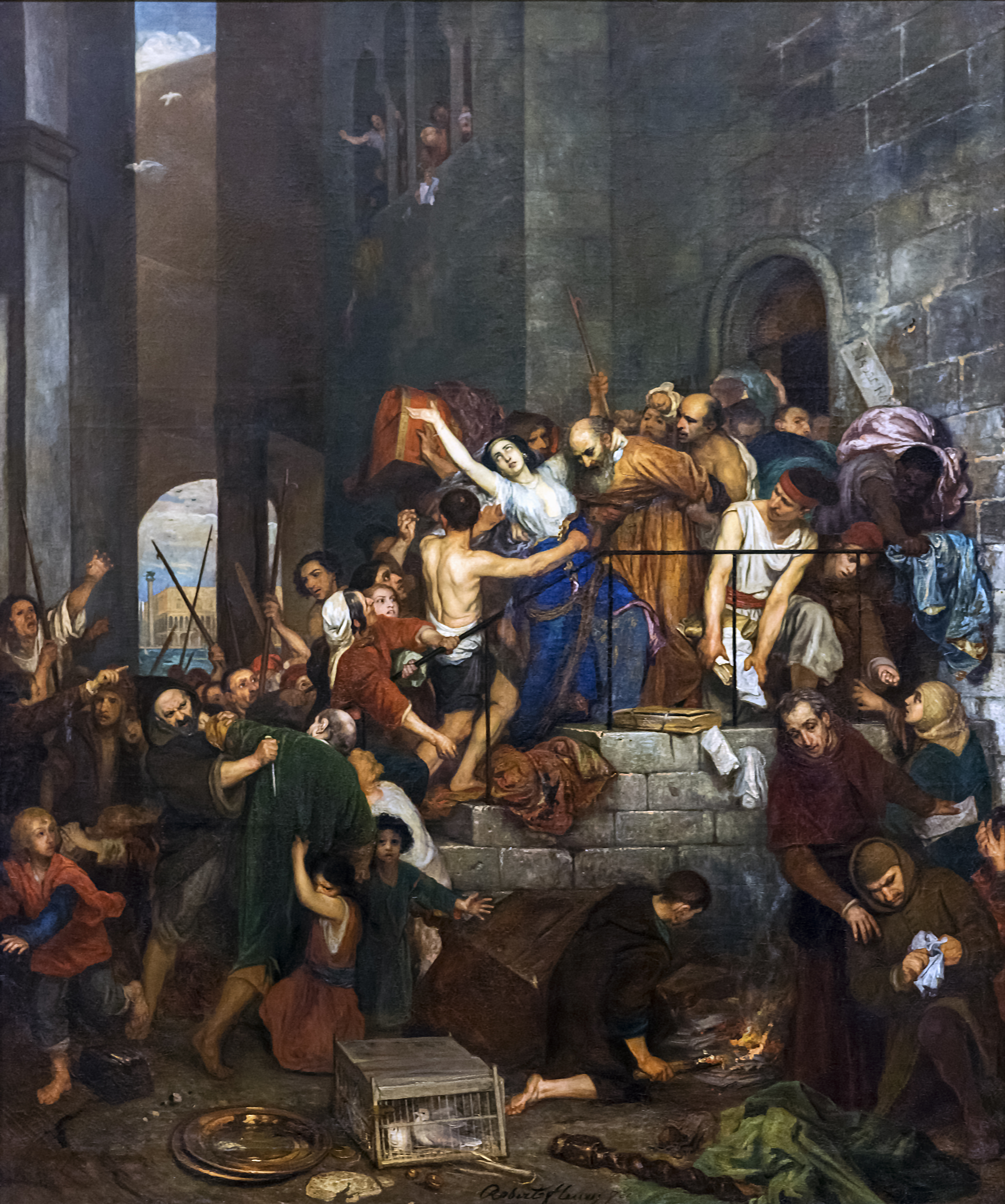
Plünderung eines Hauses in der Giudecca von Venedig im Mittelalter.